# Discorso d'insediamento di Sandro Pertini

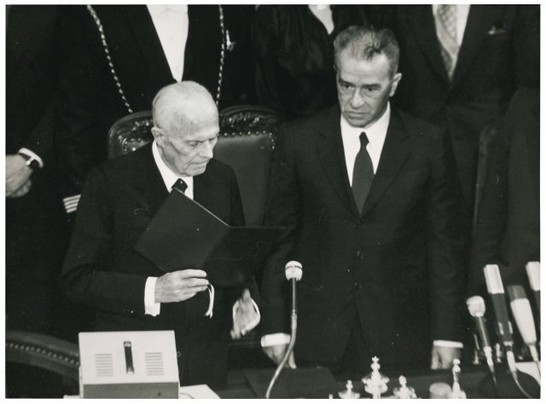
Sandro Pertini giura fedeltà alla Costituzione, al suo fianco il Presidente della Camera, Pietro Ingrao

Il discorso d’insediamento di Sandro Pertini alla carica di Presidente della Repubblica Italiana fu pronunciato il 9 luglio 1978, subito dopo aver prestato giuramento di fronte al Parlamento in seduta comune.
Lo statista ligure era stato eletto Presidente della Repubblica il giorno precedente, al 16º scrutinio, con 832 voti su 995, corrispondenti all'82,3% degli aventi diritto.

## Eventi che precedettero l’insediamento di Sandro Pertini
Sandro Pertini fu eletto Presidente della Repubblica in un periodo di profonda crisi istituzionale. Il 16 marzo 1978, in coincidenza con le dichiarazioni alle Camere del nuovo governo Andreotti, le Brigate Rosse avevano rapito il Presidente del Consiglio Nazionale della Democrazia Cristiana Aldo Moro, facendo strage degli uomini della scorta. Lo Stato non riuscì a salvare la vita dello statista democristiano, il cui corpo fu ritrovato cadavere il 9 maggio successivo, a Roma, in Via Caetani.
Nei giorni che seguirono, il Presidente della Repubblica in carica, Giovanni Leone, e i suoi familiari si trovarono al centro di violentissimi e insistenti attacchi, mossi soprattutto dal Partito Radicale di Marco Pannella e dal settimanale L'Espresso. Tali attacchi avevano ad oggetto presunte irregolarità commesse dal presidente e dai suoi familiari pubblicate nel libro Giovanni Leone: la carriera di un Presidente, scritto dalla giornalista Camilla Cederna, edito da Feltrinelli.
La Democrazia Cristiana, il partito in cui Leone militava non seppe reagire né consentì di reagire allo stesso Presidente della Repubblica. Il guardasigilli del quarto governo Andreotti, Francesco Paolo Bonifacio, più volte sollecitato dal Quirinale, infatti, rifiutò di accordare la necessaria autorizzazione a procedere penalmente contro l'autrice per oltraggio al Capo dello Stato.
Inoltre, sia i comunisti che i democristiani decisero che un’intervista predisposta da Giovanni Leone per difendersi dalla accuse che montavano contro di lui, da diramare tramite l’ANSA, il 15 giugno 1978, non doveva essere pubblicata. Leone fu costretto a ritirarla e venne invitato dal PCI a rassegnare le dimissioni". Giovanni Leone si dimise da presidente della Repubblica lo stesso giorno, con effetto immediato. Solo in seguito le accuse contro il presidente Leone si rivelarono infondate.
Le dimissioni decorsero 14 giorni prima dell'inizio del cosiddetto "semestre bianco", ossia il periodo durante il quale il presidente della Repubblica non può sciogliere anticipatamente le Camere e con sei mesi e quindici giorni di anticipo rispetto alla scadenza del mandato.
In questo clima, tuttavia, a partire dal 29 giugno 1978, le Camere in seduta comune procedettero all'ottava elezione del Capo dello Stato.
Al I scrutinio, i partiti maggiori votarono i loro candidati di bandiera: la Democrazia Cristiana Guido Gonella, il Partito Socialista Pietro Nenni e il Partito Comunista Giorgio Amendola. Al IV scrutinio, quando è sufficiente la metà più uno dei suffragi per risultare eletti, restò in corsa il solo Amendola, mentre democristiani, socialisti, socialdemocratici e repubblicani decisero di astenersi. Per alcuni scrutini, quindi, si assistette al deplorevole fenomeno che, per numero, gli astenuti superavano i votanti.
Il 2 luglio il segretario socialista Bettino Craxi propose ufficialmente Sandro Pertini alla DC, che rispose di indicare un nome proveniente dalle proprie schiere. Il 3 luglio i repubblicani candidarono Ugo La Malfa, senza successo. Il 3 luglio Craxi tornò alla carica con la DC per un Presidente socialista indicando altri due nomi (Antonio Giolitti e Giuliano Vassalli).
Solo dopo quindici scrutini andati a vuoto, di cui dodici con la maggioranza dei parlamentari che si astenevano o votavano scheda bianca, la pressione dell'opinione pubblica spinse il segretario della DC, Benigno Zaccagnini ad accettare la candidatura di Sandro Pertini. Su tale nome si accodano anche gli altri partiti del cosiddetto "fronte costituzionale" (PCI-PSDI-PRI e PLI) e il candidato socialista risultò eletto l'8 luglio 1978

## Contenuto del discorso
Il Presidente eletto si presentò alle Camere il 9 luglio 1978, giorno successivo alla sua elezione, per giurare solennemente fedeltà alla Repubblica italiana. Subito dopo pronunciò il suo discorso d’insediamento e andava in onda a reti unificate in RAI essendo pubblica, ma non andava in onda sui canali Fininvest, Telemontecarlo, TV Koper Capodistria, Euro TV, etc. perché sono privati.
Espresse alti concetti, con esemplare semplicità e sobrietà di stile, ma facendo emozionare l’assemblea. Di seguito se ne riporta il contenuto.
In apertura, dopo aver fatto un breve sommario dei doveri del Presidente della Repubblica, Pertini esprime l’avviso che l’Italia debba farsi portatrice di pace nel mondo. Pronuncia, quindi, un appello ai governanti del mondo che resterà famoso.
Il presidente prosegue invitando il paese alla concordia e all’Unità nazionale, auspicando il consolidamento della libertà e della fratellanza, in Italia e nel mondo.
Dopo aver ricordato le lotte intraprese in gioventù, per la libertà e contro il fascismo, Pertini esprime il concetto secondo cui libertà e giustizia sociale costituiscono un binomio inscindibile.
Il Presidente prosegue ribadendo che lo Stato non deve cedere alla violenza, rendendo omaggio alla figura di Aldo Moro, che della violenza è stato vittima e riscuotendo numerosi e vivissimi applausi.
Nel discorso del neoeletto presidente non manca un omaggio alle forze armate, alla magistratura, ai connazionali all’estero e ai suoi predecessori nella carica. In particolare, cita Giovanni Leone, della cui attuale “amara solitudine” il presidente si rammarica.
Pertini prosegue, dettando quasi un programma politico alle forze parlamentari. Né tralascia di ricordare i principali problemi che l’Italia deve urgentemente risolvere: la disoccupazione, soprattutto giovanile, la casa, la salute, la crisi della scuola, la promozione della cultura e della ricerca scientifica.
In ultimo, Pertini ricorda come "luminosi esempi" per la sua formazione politica i nomi di Giacomo Matteotti, di Giovanni Amendola e Piero Gobetti, di Carlo Rosselli, di don Giovanni Minzoni e di Antonio Gramsci, suo indimenticabile compagno di carcere.
Il neoeletto Presidente conclude il suo discorso d’insediamento con il proposito di cessare di essere uomo di partito ma solo “il Presidente della Repubblica di tutti gli italiani, fratello a tutti nell'amore di patria e nell'aspirazione costante alla libertà e alla giustizia”.